# AllDay Project
AllDay Project ( coréen : 올데이 프로젝트 ) souvent abrégé officiellement en ADP est un groupe mixte sud-coréen formé et géré par The Black Label. Le groupe est composé de cinq membres: Annie, Tarzzan, Bailey, Woochan et Youngseo. Ils ont fait leurs débuts le 23 juin 2025, avec le single album Famous.

## Nom
Le nom « AllDay » a été choisi après que le producteur de musique américain Will.i.am du groupe mixte Black Eyed Peas, il aurait eu l'idée du mot en voyant les cinq membres. Le 22 juin 2025, AllDay Project a annoncé le nom de son fan club officiel comme étant « Day One », symbolisant « le fan de Day One » qui rejoindra le groupe dès le début et continuera avec eux dans un voyage infini.

## Histoire

### Pré-début
Début 2024, des photos divulguées des stagiaires de The Black Label sont devenues virales, mettant en vedette Ella Gross, Bailey Sok et Annie Moon, entre autres, suscitant des spéculations selon lesquelles elles se préparaient à faire leurs débuts, bien que seule Ella Gross ait été confirmée comme étant sous le label. Bailey Sok était connue pour son travail de chorégraphe, et Annie Moon était connue pour être la petite-fille de la présidente de Shinsegae, Lee Myung-hee. Plus tard cette année-là, The Black Label a lancé son premier groupe de filles, Meovv, qui ne comprenait que Ella Gross des trois.
En 2023, Youngseo a participé à RU Next?, une émission-télé organisée par Belift Lab pour déterminer les membres de ce qui allait devenir Illit. Youngseo a terminé deuxième, gagnant une place dans le groupe, mais a quitté Illit et Belift Lab avant leurs débuts. Woochan était également connu pour ses apparitions dans une émission télé, ayant participé à Show Me the Money 6 en 2017, à l'âge de 12 ans. Il a ensuite suivi une formation avec Big Hit Music en tant que membre de Trainee A, un projet visant à former un nouveau boys band. Tarzzan avait déjà travaillé avant AllDay Project comme mannequin et danseur moderne, apparaissant dans les clips de « Supernatural » NewJeans et « I do » d'I -dle,.

### 2025–présent: Introduction et débuts avecFamous

AllDay project a l'émission INKIGAYO

Le 6 juin 2025, The Black Label a annoncé le lancement de son premier groupe mixte. AllDay Project est le deuxième groupe formé par le label, après les débuts de Meovv en 2024. Le 16 juin, le groupe a sorti le clip de « Famous », servant de premier single à leur premier double single du même nom. Famous est officiellement sorti le 23 juin, aux côtés du deuxième single de l'album, « Wicked »,. Le 3 juillet, le groupe a remporté son premier trophée de diffusion musicale en 10 jours depuis ses débuts sur M Countdown avec « Famous ».

## Membres
| Nom de scène | Nom de scène | Nom de naissance | Nom de naissance | Date de naissance | Nationalité              | Positions                                      |
| Romanisé     | Coréen       | Romanisé         | Coréen           | Date de naissance | Nationalité              | Positions                                      |
| ------------ | ------------ | ---------------- | ---------------- | ----------------- | ------------------------ | ---------------------------------------------- |
| Annie        | 안니         | Moon Seoyoon     | 문 서윤          | 23 janvier 2002   | Sud-coréens              | Rappeuse                                       |
| Tarzzan      | 타르산       | Lee Chae-won     | 리 채원          | 27 septembre 2002 | Sud-coréens              | Rappeur, Danseur                               |
| Bailey       | 베일이       | Bailey Drew Sok  | 베일리 드류 삭   | 24 février 2004   | Sud-coréano / Américaine | Danseuse principale, Rappeuse                  |
| Woochan      | 우찬         | Jo Woo Chan      | 조 우 찬         | 20 janvier 2005   | Sud-coréens              | Rappeur                                        |
| Youngseo     | 융서         | Lee Young-seo    | 리 융서          | 13 novembre 2005  | Sud-coréens              | Chanteuse principale et Maknae (la plus jeune) |

## Discographie

### Double Single
| Titre  | Détails                                                                                              | Meilleur classement | Ventes          |
| Titre  | Détails                                                                                              | KOR                 | Ventes          |
| ------ | --- | ------------------- | --------------- |
| Famous | - Sortie : 23 juin 2025 - Label: The Black Label - Formats : CD, téléchargement numérique, streaming | 14                  | - KOR : 65 878+ |

### Single
| Titre                                                                   | Année | Meilleur classement | Meilleur classement | Meilleur classement | Meilleur classement | Meilleur classement | Meilleur classement | Meilleur classement | Meilleur classement | Album  |
| Titre                                                                   | Année | KOR                 | Chine               | Hong Kong           | Japon               | Singapour           | Taiwan              | Vietnam             | WW                  | Album  |
| ----------------------------------------------------------------------- | ----- | ------------------- | ------------------- | ------------------- | ------------------- | ------------------- | ------------------- | ------------------- | ------------------- | ------ |
| "Famous"                                                                | 2025  | 1                   | 10                  | 19                  | 3                   | 12                  | 16                  | 48                  | 43                  | Famous |
| "Wicked"                                                                | 2025  | 8                   | 20                  | —                   | —                   | 19                  | —                   | —                   | —                   | Famous |
| « — » désigne les sorties qui n'ont pas été classées dans cette région. |       |                     |                     |                     |                     |                     |                     |                     |                     |        |